# Bunchosia argentea
Bunchosia argentea es una especie de plantas con flores perteneciente a la familia Malpighiaceae. 

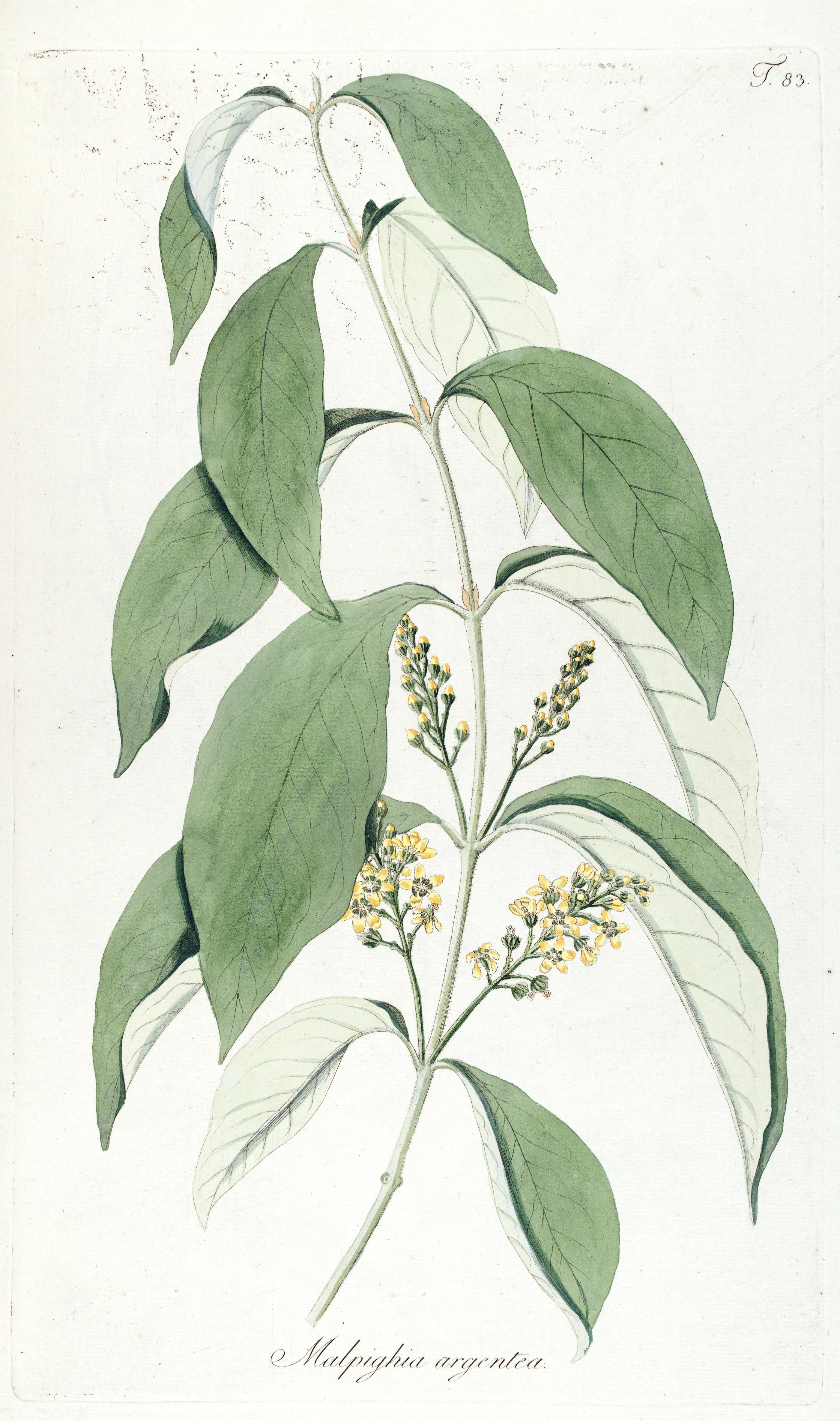
T. 83 Fragmenta botanica, figuris coloratis illustrata.

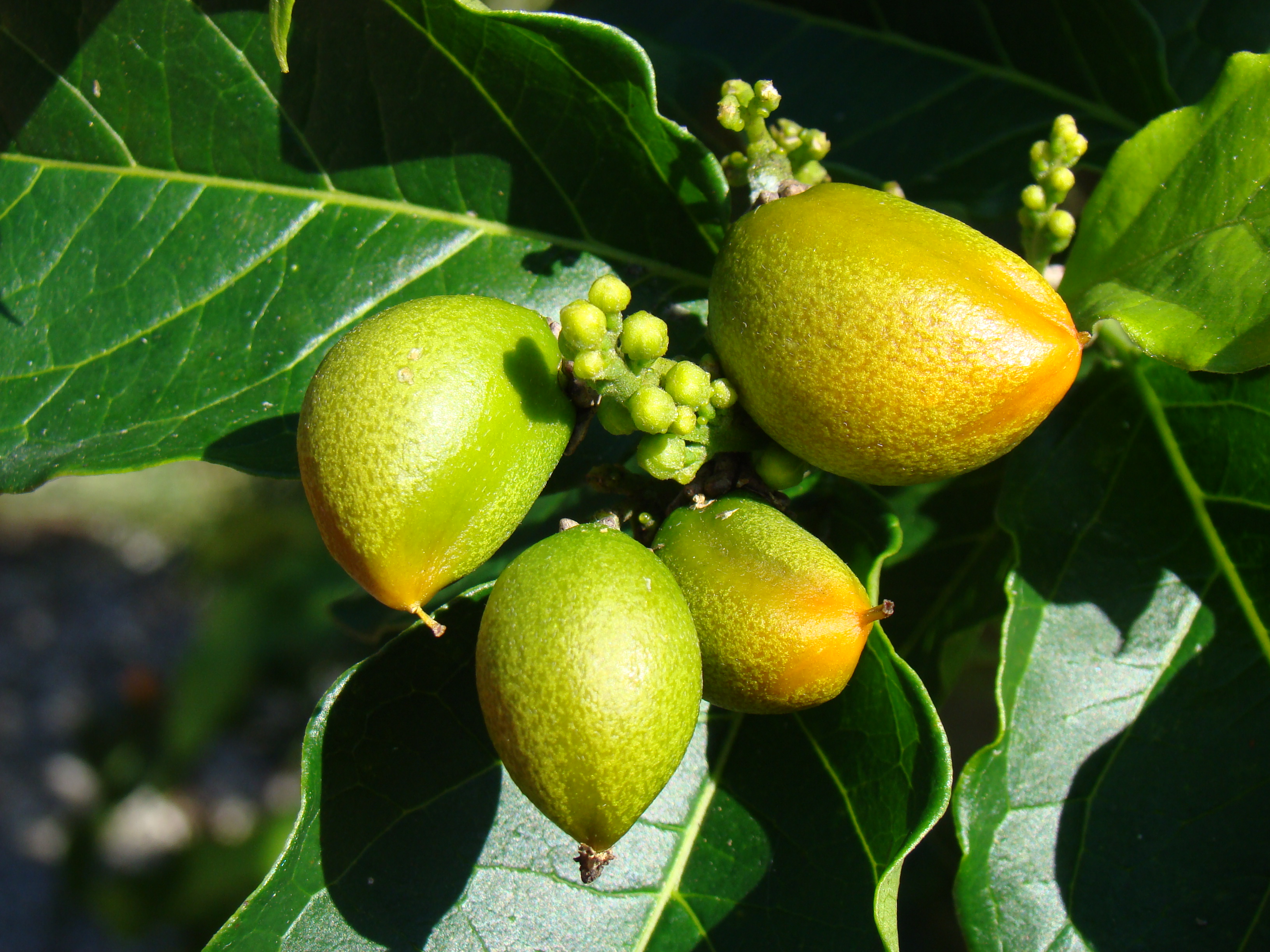
Frutos

## Descripción
Tiene una fruta pequeña de color rojo-naranja con una pegajosa y densa pulpa y un sabor que recuerda el seco ficus. Es nativo de Centroamérica y de Sudamérica, y está relacionada en la familia con Nance y Acerola. 

## Usos
Tiene un sabor similar a la mantequilla de maní. Es comestible en fresco, pero también se hacen mermeladas, confites o en conserva. Se cultiva en el sur de Florida. 

## Taxonomía
Bunchosia argentea fue descrita por (Jacq.) DC. y publicado en Prodromus Systematis Naturalis Regni Vegetabilis 1: 582. 1824.
Sinonimia
- Malpighia argentea Jacq. basónimo[2]